# Гаптування
Гаптува́ння (через пол. haftować з сер.-в.нім. heften — «прив'язувати», «заковувати», «прикріплювати») — шиття золотими та срібними нитками (канителлю), а також вишита золотими або срібними нитками річ.
Для виготовлення канителі (сухозлітки) тоненьким металевим дротиком обвивали жовту нитку під «золото», а білу під «срібло». Окрім таких ниток, виготовляли і сканні нитки, коли золотою ниткою перевивали зелені, рожево-червоні або чорні нитки шовку, срібною — блакитні нитки. Це поєднання давало цікаві кольорові ефекти з переливами золота та срібла. Техніка вишивання полягала в тому, що металеві нитки прикріплювались, тобто пришивались на поверхню тканини шовковими нитками — «у прикріп». Для того, щоб створити рельєфність вишивки, під металеві нитки підкладали м'які матеріали (вату, тасьму) або тверді (картон). Таке художнє шитво майстрині виконували по атласних, оксамитових, парчевих, шовкових тканинах. Золотна вишивка доповнювалась різнокольоровою гамою шовкових ниток, перлами та коштовним камінням. Гаптування має дуже давні корені, про що свідчать численні археологічні знахідки решток золотного шитва з розкопок курганів скіфської та сарматської доби. Високого рівня воно досягло вже за часів Київської Русі (ІХ-ХІІІ століття). Про золотне шитво згадується в літописних джерелах, оздоблений ним одяг бачимо на мініатюрах та храмових фресках. Багато решток вишивок знайдено під час археологічних розкопок в Софіївському соборі у Києві, в Білогородці, старому Галичі, Шаргороді, Чернігові, Переяславі та інших містах України. У зображеннях тут фігурують образи святих, релігійні сюжети, типові для цього часу, мотиви фантастичних птахів, левів, гепардів. В орнаментах зустрічаються геометричні мотиви: зірочки-розетки, трилисники; звірині: дракони, грифони; рослинні: зображення квіток, винограду, стилізованих дерев, стебел, листків. Майстрині обшивали золотними нитками одяг князів, бояр та священнослужителів.
«Зронив (князь) жемчужну душу із хороброго тіла через золоте ожереліє», — мовиться в «Слові о полку Ігоревім». «Опліччям» або «ожерелієм» називався круглий та квадратний виріз князівської сорочки, що облягав плечі й шию і прикрашався узорами золотного гаптування та коштовним камінням.
Крім виробів золотного шитва, які високо цінувались і зберігались у соборах, літописи згадують і тих, хто створював їх. Так, у XI столітті Анна-Янка, сестра Володимира Мономаха, дочка великого князя Всеволода «из грекъ», яка прийняла постриг у створеному її батьком Андріївському монастирі в Києві, організувала школу, де молоді дівчата вчилися вишивати золотом і сріблом. Анна, дружина Рюрика Ростиславовича, вишивала для своєї родини і для оздоблення церков: «Сама прилєжала трудамъ и рукодѣлиємъ швєнієм золотомъ и сєрєбромъ, яко для сєбе и дѣтєй своих, пачє жє дѣля монастыря Выдубєцкаго». У княжих родинах жінки захоплювалися гаптуванням і шитвом коштовним камінням і перлами. Використовуючи працю й інших жінок, вони створювали власні майстерні. Така князівська майстерня відома за часів Андрія Боголюбського.
У ХІІІ столітті розвиток гаптування, як і всієї культури, був загальмований татаро-монгольською навалою, але художні традиції та вміння не були втрачені. Видатною пам'яткою давньоруського шитва є зображення Оранти з двома янголами, а також п'ятьох фігур святих, що були знайдені під час розкопок у Софії Київській. Шитво виконане місцевими майстринями в XIII столітті. Воно вирізняється художньою завершеністю, одухотвореністю образів і високою професійною майстерністю. Рафіноване відчуття лінії, витонченість кольору і водночас виняткова урочистість і велич дають підставу віднести його до вершин декоративного мистецтва столичної школи шитва. Центральне місце в композиції належить фігурі Богоматері з піднятими руками, в довгому вузькому одязі, її плечі й голову вкриває мафорій. Обабіч зображено на повний зріст янголів із складеними крилами. У руках кожний тримає жезл із проквітлим кінцем.
Одяг янголів вирішено на зіставленні золота і срібла. Саме їхня мінлива гра, переливи блиску відіграють головну роль у художньому вирішенні образів у цілому. Особливий інтерес становить фігура святого Григорія, яка найкраще збереглася. Постать має легкі, граціозні пропорції, обличчя вишите світлим шовком з яскравим виділенням червоним шовком губ, з чітким підкресленням лінії брів, що майже під прямим кутом переходять до лінії носа. Бганки одягу персонажів підкреслено тонкими лініями, які відтворюють рух тканини, що надає їм чіткості і графічності. Лаконізм силуетів, їхня виразність, граціозність і артистизм володіння лінією виявляють широку освіченість майстринь, високу їхню професійну підготовку, глибоку обізнаність як з іконописом, так і з найкращими досягненнями галтувального мистецтва в цілому.
Вже в XIV–XVII ст. золотне шитво знову широко входить в побут вищої верхівки суспільства, а сюжетне шитво релігійного характеру — плащаниці, пелени, фелоні, покрівці, палиці, підризники та інше, на яких зображувались постаті святих та біблійні сцени — використовувалось в декоративному оздобленні храмів, літургійній службі та в одязі духівництва. Гаптування цього часу розвивалось у стилістично-художній єдності з мистецтвом іконопису, стінопису та гравюри.
Шедевром українського гаптування вважається так званий золочівський фелон XV ст. — верхнє вбрання священиків — із Національного музею у Львові, який наслідує традиції золотного шитва ХІІ століття. Робота характеризується застосуванням різноманітних швів гаптування, віртуозним технічним виконанням, витонченими пропорціями постатей.
Друга половина XVII століття — початок XVIII століття — період Гетьманщини в Україні, час формування національної свідомості, коли особливого розвитку набуло будівництво церков, опікування монастирями, друкарством, наукою, мистецькими школами. Центром відродження української культури стає Київ. При Вознесенському, Печерському, Києво-Йорданському та Флорівському монастирях були створені в цей час великі осередки золотного гаптування, серед яких провідне місце належало Києво-Вознесенському жіночому монастирю, очолюваному в кінці XVII століття ігуменею Марією Магдалиною Мазепою — матір'ю гетьмана Івана Мазепи. Майже сто черниць цього монастиря досконало володіли вишивкою, тут робили найвідповідальніші й найкоштовніші замовлення як для Києво-Печерської лаври, так і для інших монастирів та церков України.
Великі соціально-культурні потреби суспільства сприяли розквіту мистецтва гаптування та спонукали до виникнення цехів. У 1658 році великий гаптарський цех було відкрито у Львові. У цей період були створені видатні пам'ятки літургійного шитва, в якому започатковуються художні риси українського бароко. Яскравим зразком мистецького виконання є пелена 1689 року з колекції музею Києво-Печерської лаври, на якій тонко зображено постаті Христа, Богоматері, Іоанна Богослова, у виразі їхніх облич передано спокійність, вірність своїм переконанням. Пелену — прямокутний покров — використовують для покриття престолів, святих дарів, часто вона знаменує плащаницю. На іншій роботі — палиці «Богоматір дарує ікону» кінця XVII століття з колекції цього ж музею — в центрі зображено Богоматір з янголами, праворуч — Антонія та Феодосія Печерських, ліворуч — групу людей в українському національному вбранні, серед яких — гетьман Мазепа з чудотворною іконою в руках та його мати, ігуменя Вознесенського монастиря.
У XVIII–XIX століттях церковне золотне шитво досягає особливо великої слави. В музеях України зберігається багато шедеврів цього часу, виконаних в стилі бароко, із застосуванням багатоколірної гами, з зображеннями архітектурних та пейзажних сюжетів, майстерно виконаних портретів історичних та знатних осіб, цікавих побутових зразків.
У ХХ столітті давньоукраїнське самобутнє мистецтво золотного гаптування, у зв'язку з бурхливими катаклізмами історії та антирелігійної боротьби, занепадає. І лише на рубежі віків, в час сучасного відродження української державності, свідомості та віри, спонукає повернення до своїх культурно-мистецьких традицій та відродження їх минулої слави.